# 耶鲁世界研究员
耶鲁世界研究员（英語：Yale World Fellows）是耶鲁大学的一个国际奖学金项目，旨在培养那些在其职业、学科或地区有卓越成就的在职领导人。 每年15到20个参与者，被称为世界研究员（World Fellows），整个秋季学期都住在耶鲁。
世界研究员是从政府、商业、非政府组织、宗教、军事、媒体和艺术等领域和学科中选拔出来的。 在耶鲁大学期间，世界研究员参加全球事务研讨会、领导力讲习班和耶鲁课程。
该项目的主要设施位于Betts House。